# Vridsløselille Andelsboligforening
Vridsløselille Andelsboligforening, forkortet VA, er en boligforening i Albertslund Kommune stiftet 8. juli 1947. Formålet med foreningen var oprindeligt at skaffe boliger til personalet i Statsfængslet i Vridsløselille.
VA råder over ca. 4.400 lejemål, bl.a. i boligområdet Albertslund Syd.
I 2006 valgte VA at indgå i det boligadministrative fællesskab BO-VEST.